# The Guardians of the Galaxy Holiday Special
The Guardians of the Galaxy Holiday Special är en amerikansk TV-special från 2022, med regi och manus av James Gunn. Den är baserad på Marvel Comics superhjältegrupp Guardians of the Galaxy.
The Guardians of the Galaxy Holiday Special hade premiär på streamingtjänsten Disney+ den 25 november 2022.

## Rollista (i urval)
- Chris Pratt – Peter Quill / Star-Lord
- Dave Bautista – Drax the Destroyer
- Karen Gillan – Nebula
- Pom Klementieff – Mantis
- Vin Diesel – Groot
- Bradley Cooper – Rocket
- Sean Gunn – Kraglin Obfonteri
- Michael Rooker – Yondu Udonta
- Kevin Bacon – sig själv

## Produktion
Inspelningarna för TV-specialen påbörjades i februari 2022 på Trilith Studios i Atlanta, Georgia, i samband med inspelningarna av Guardians of the Galaxy Vol. 3 som pågick mellan november 2021 och maj 2022.